# João Álvares Rubião Júnior
João Álvares Rubião Júnior (Mangaratiba, 14 de junho de 1851 — São Paulo, 18 de outubro de 1915) foi um político brasileiro.
Foi presidente da Câmara Estadual de São Paulo de 2 de julho de 1903 a 15 de julho de 1907 e do Senado Estadual de São Paulo de 1912 a 1915.
Faleceu no exercício do cargo.

João Álvares Rubião Júnior nasceu em Mangaratiba (RJ) no dia 14 de junho de 1851, filho de João Álvares Rubião e de Margarida Carlota de Azevedo. Advogado formado pela Faculdade de Direito do Largo de São Francisco, em São Paulo, em 28 de fevereiro de 1872, foi nomeado promotor público da comarca de Piraí (RJ). Em 25 de agosto de 1873 foi removido para Barra Mansa (RJ), e em 1878 casou-se e mudou-se para Bananal (RJ), onde se tornou líder político regional. Filiado ao Partido Conservador, iniciou sua carreira política sendo eleito para a Assembleia Provincial do Rio de Janeiro no biênio 1874-1875. Advogado, fazendeiro e produtor de café, empenhou-se como deputado na construção da estrada de ferro do Bananal, fundamental para o desenvolvimento de sua região. Transferindo-se depois para a província de São Paulo, tornou-se secretário da União Conservadora e redator do Correio Paulistano, órgão do Partido Conservador. Foi mais uma vez eleito deputado provincial, agora em São Paulo, para a legislatura 1888-1889, a última do Império, e escolhido primeiro-secretário da Assembleia Provincial para o ano de 1889. Após a proclamação da República em 15 de novembro de 1889, filiou-se ao Partido Republicano Paulista (PRP) e foi designado pelo governador nomeado de São Paulo, Prudente de Morais (1889-1890), para integrar a primeira Intendência Municipal da capital. Foi também diretor gerente do Banco Comércio e Indústria de São Paulo, fundado em 1890, com sede em São Paulo e filiais em Santos, Campinas e Ribeirão Preto. Ainda em 1890 foi eleito deputado à Assembleia Nacional Constituinte pelo Partido Republicano Paulista (PRP). Após a promulgação da Constituição em 24 de fevereiro de 1891, passou em maio a exercer o mandato ordinário, até dezembro de 1893. No governo de Bernardino de Campos (1892-1896), assumiu a Secretaria do Interior do estado de 2 de julho a 29 de novembro de 1894. Assumiu ainda a Secretaria da Fazenda e também respondeu interinamente pela da Justiça. No relatório que apresentou a Bernardino de Campos em 2 de abril de 1895, destacou a crise que afetava a cafeicultura. Ainda em 1895, foi eleito deputado estadual em São Paulo para a legislatura 1895- 1897, pelo PRP. Foi reeleito sucessivamente para outros três mandatos, permanecendo na Câmara Estadual até 1906. Ao longo do período integrou a Comissão de Fazenda e Contas e tratou de diferentes temas. Em 1903, por exemplo, defendeu a criação de uma comissão especial para estudar um projeto de auxílio à lavoura, então mergulhada em profunda crise, que levaria, três anos depois, ao famoso Convênio de Taubaté. Também em 1903 foi eleito presidente da Câmara, em decorrência do falecimento do titular. Foi reeleito três vezes para o cargo. No governo de Jorge Tibiriçá (1904-1908), foi secretário da Justiça. Em 1907 foi eleito para o Senado Estadual, novamente pelo PRP, com mandato até 1912. Entre 1907 e 1909 integrou a Comissão de Constituição, Legislação e Poderes, e nos três anos seguintes participou da Comissão de Fazenda e Contas. Foi também eleito presidente da casa. Faleceu na capital de São Paulo no dia 17 de outubro de 1915. Na época seu nome era cogitado no PRP para sucessor do presidente estadual Rodrigues Alves. Era casado com Guilhermina de Almeida Valim, com quem teve dois filhos. Em sua homenagem seu nome foi dado à estação, a uma escola de primeiro grau e a um distrito de Botucatu, além de ruas nas cidades da região. Carlos Alberto Ungaretti Dias.